# 小野鎮幸
小野鎮幸（1546年4月15日（天文15年三月十五）—1609年7月24日（慶長14年六月廿三）），日本戰國時代、安土桃山時代的武將，通稱彈介、和泉守。父親是小野鑑幸。仕於立花道雪、宗茂父子、關原之戰後仕加藤清正。日本七柱槍、立花四天王其中一人。旗指物為日之丸。家紋為杏葉紋、井裄菊御紋。

## 生平

### 出自
小野家起源是由藤原道長的六男・藤原家長之子祐家為起始，經過二代忠能、三代政則，到第四代佐賀當時於正治2年(1200年)2月移動到了九州豐後依附大友能直，至戰國時代受領了大友家給予豐後野津院一帶的知行領地。
戰國時期的豐後小野家當主歷經長幸、安幸、信幸、鑑幸，為大友家轉戰各地立下眾多功勳，當中多達三代陣亡，鎮幸其父鑑幸於永祿10年(1567年)9月3日戰死於攻略秋月種實的筑前休松之戰後，繼任小野家督，並承襲父祖作為大友家中重臣戶次氏的陪臣寄騎与力眾。

### 早期經歷
永祿10年（1567年）7月7日，鎮幸跟隨戶次道雪(立花道雪)等大友軍擊退叛變的高橋鑑種8千兵力使其退往寶滿城。與道雪的家臣內田鎮並、由布惟巍、足達連安、高野出雲、十時惟次、戶次親繁、戶次親宗、後藤種長、原尻鎮清、安東、綿貫等共同奮戰。
同年9月參加攻略秋月種實，於休松之戰與父鑑幸再次跟隨戶次道雪，於9月3日的戰鬥中與由布惟信作為先鋒，各身負七處刀傷仍追擊秋月先鋒軍內田善兵衛實久和問註所鑑景至三町遠，翌4日則與惟信分兵驅散秋月軍的夜襲，然是役父親鑑幸戰死，鎮幸繼任家督。

永祿11年(1568年)2月立花山城主立花鑑載受到毛利元就策反再次反叛大友家，鑑載則於4月6日迎來毛利家的清水宗知8千餘人和軍船百餘艘，更聯合原田隆種、原田親種父子與高橋鑑種家臣衛藤尾張守約1萬人於立花山城，4月24日道雪與吉弘鑑理、臼杵鑑速、志賀親守3萬餘人包圍了立花山城及其白岳、松尾等7處城、砦，三個月後於7月4日大友軍強攻立花山城，道雪一軍在攻略其支城松尾城時，於立花山崖上的不利地形苦戰，先鋒高野出雲、十時惟次負傷，道雪因而挺進前線激勵了家臣戶次鎮直、戶次鎮時、十時惟次、十時惟由、由布惟定、高野出雲、小野鎮幸、足立連安、吉田連正、原尻鎮清、竹迫鑑種討取了敵兵28人。此戰鎮幸奮勇捨身討取敵將獲得首級，於23日收到主君大友宗麟賜與戰功獎狀。
29日，清水宗知、原田親種、衛藤尾張守為了奪回立花山城於8月2日又率軍5千至立花山城下，大友軍以道雪、鑑理、鑑速三大將迅速於立花山麓下會合反擊，此時臼杵鎮氏和代父指揮的吉弘鎮信率軍分斷了衛藤的軍勢，將戰線從立花山城往西南移動向香椎、名島並越過多多良濱往莒崎追擊，道雪以第一隊小野鎮幸、第二隊由布惟信、第三隊後藤種長、第四隊堀祥、第五隊安東家久、第六隊高野大膳互相配合交替輪流進行攻擊，進擊至莒崎一地，此時高野大膳奮勇討殺了於前軍指揮的衛藤尾張守，敵軍皆因為道雪的夾擊攻勢而做四散逃，道雪進擊討取3百餘人，後於8月5日率4千追擊了原田親種軍勢往生松原，其父原田隆種雖派一族之原田親秀率3千援助親種(第一次生松原之戰)，但親種之子秀種(年僅12歲)以下太田孫左衛門忠茂、池園四郎兵衛種之、原田伊豆守種冬、笠新八與昌、上原新左衛門泰元等家臣戰死、親種也被射落馬下兵敗逃命。清水宗知也受到追擊掃蕩僅剩20餘人由新宮町乘船回了毛利領地。

永祿12年（1569年）5月，隨大友軍對抗毛利軍，於多多良濱之戰之戰奮戰。

### 立花氏陪臣時期
元龜2年(1571年)，戶次道雪受主君大友宗麟派往立花山城坐鎮，道雪接受家臣由布惟信之建議向主君大友宗麟要求繼續委派鎮幸作為陪臣至立花山城得到了同意，於是鎮幸帶著胞弟小野三郎、叔父小野幸廣(彌六兵衛)、堂弟小野成幸(喜八郎)一同前往立花山城輔佐道雪，也於此時受到道雪及宗麟認可將通稱彈介改稱為和泉守。

天正6年（1578年）大友家於耳川大敗於島津家，使得大友家逐漸式微，筑前國人如秋月、原田、宗像、草野等再次大規模反叛，12月3日，秋月種實聯合筑後豪族問註所鑑景、筑紫廣門約4~5千人攻擊岩屋、寶滿城，因為大友家臣的高橋紹運的防戰未果，後於4日種實率綾部駿河守、内田善兵衛、横田讃岐守、上野四郎右衛門、木所刑部丞、長谷山民部少輔、熊江修理亮、芥田惣六兵衛等家臣4千餘騎在柴田川和立花高橋軍2千騎對峙並進行弓矢對射，但立花高橋軍的兵力處劣勢而再交戰不久便撤退至山野之中，此時種實於晚上追擊，反被立花高橋軍以由布惟信、小野鎮幸、薦野增時、綿貫吉兼、竹迫連種、高橋越前守、成富左衛門分別從山路埋伏夾擊，並且紹運在二日市、針摺一帶佈置噓旗馬印，種實中計退回了居城損失3百多兵力。隨後又攻下筑紫広門家臣帆足彈正所鎮守之武藏城。
同年12月13日，鎮幸率部屬新五郎與道雪配下的十時連貞、野上連貞、城戶清種、十時惟元、井手口盛高、井守口盛澄(盛高子)等討伐於宇美反叛的矢野・神武村鄉人皆力戰有功。

天正7年（1579年）3月16日到18日，秋月軍出陣至八嶽，宗像、田原等出兵聚集，為此道雪派家臣小野鎮幸、米多比鎮久、刃連孫九郎、野上連貞、吉田連正、原尻鎮清、由布惟信、由布惟次、竹迫鑑種、竹迫連種、十時惟由等家臣出戰，在刃連孫九郎的突擊與野上連貞奮勇戰死之下，立花軍合作驅敵擊敗秋月軍。
7月12日~18日道雪為牽制原田軍又出兵往安樂平城集結小田部及大津留的8百餘軍力，從海、陸二方面進軍至早良郡鳥飼、生松原，與原田親秀觸發第二次生松原之戰，薦野增時、小野鎮幸、十時連貞、東鄉三九郎、安東連善、足達連安、後藤種長、後藤連種、米多比彈介、米多比鎮久、由布惟時等果敢奮鬥，小田部鎮元、大津留鎮忠進行橫擊，原田親秀遂敗，一方，原田隆種又分兵擊退大津留、小田部軍，故此局地戰各有勝負，最終各自撤退。
8月13日道雪派出家臣足立連安、小野鎮幸、米多比鎮久、後藤連種、井手連度、竹迫連種、安東連善、安東連信、米多比彈介、由布惟時、丹親次等將1千5百兵運輸輜重救援食糧不足，大友方柑子岳城的木付鑑實，於14日的歸路中在生松原一地遭原田隆種埋伏夜襲(第三次生松原之戰)，道雪此戰僅在立花山下的遠矢原乘轎督戰不在前線，雙方互有死傷。
9月11日小田部鎮元聯合鎮守鷲嶽城的大津留鎮忠之弟大鶴宗逸對池田城發動夜襲，背叛小田部的大教坊一族85人全員戰死，同日龍造寺軍攻向池田城，鎮元與宗逸出城渡江奮戰，另一方面雖然大津留鎮忠早先聯絡到立花道雪以十時連貞、小野鎮幸率6百兵並輸送兵糧物資為援軍，但是趕不及龍造寺軍的激烈攻勢，鎮元籠城長達約三個月最終與其長子・九郎鎮虎、弟宗逸皆戰死，然而小田部勢仍以其次子統房為首之殘軍頑強抵抗，大津留鎮正則做為孫子統房之後見人在安樂平城繼續指揮籠城。
同9月下旬，道雪、紹運、志賀親守為討伐原田親秀進行軍議，決定由紹運留守防備秋月、筑紫，志賀親守率大津留鎮正及小田部勢殘兵攻向高祖山日向崖，道雪則合木付鑑實共3千5百餘騎，以小野鎮幸、由布惟信5百為先鋒進軍高祖山城並放火燒村，原田親秀以一族之擅長軍事兵法的勇將原田林慶指揮波多江、吉井等為大將率6千出擊，分別將道雪、志賀軍衝散並逐漸聚集當地鄉士之兵力，追擊道雪軍至生松原(第四次生松原之戰)，此時林慶見道雪背後河川滿潮，認為道雪之兵比起溺死將會轉而奮鬥攻擊自軍，因而打算待其退潮，同時小野鎮幸也向道雪提出該利用此背水之陣令士兵突擊敵陣，兩軍互相觀察，隨後小野、由布率5百分左右進擊，道雪後陣遂追擊將原田軍打回高祖山城，林慶則在小野、由布及薦野增時、立花成家父子、丹親次的夾攻下兵卒殆盡遭鎮幸討殺，於高祖山山腰處的妙立寺防守的原田種守千5百騎也被擊破，種守以下數十騎戰死。道雪軍攻破三之丸、二之丸後遂放火燒城返回生松原執行首實驗後回軍立花山城。

天正8年（1580年）11月3日，秋月種實為了報內田彥五郎及井田親氏被殺之仇，以問註所鑑景、上野四郎兵衛、惠利暢堯、綾部駿河守率1萬2千軍勢集陣於古處山城下奈須美(茄子見或安見山)之森，但立花高橋軍早已判讀到此行動而以小野鎮幸、由布惟信為先鋒出擊至奈須美，兩軍接觸激戰先以弓鐵砲後槍隊互擊，此時綿貫吉兼、竹迫連種側面游擊秋月軍令其崩潰，道雪紹運又加入攻擊，種實雖然叫陣整軍，但又看到紹運在後方擺出噓旗，怕被斷後而撤退回古處山。
12月，宗像家臣石松主稅助一受秋月種實扇動反叛，打算與秋月軍合作集結於宗像表進攻立花山城，道雪聽聞此事立即派出小野鎮幸、由布惟信率2千餘兵力迎戰。兩將以釣野伏戰術成功引誘出石松主稅助並殲滅，秋月軍則觀望戰局不利後撤退(傳聞此戰道雪雖生病但僅在城中仗刀就如軍神摩利支天般，令在戰場的立花士兵感到道雪親自現身在戰場而提振自軍士氣)。

天正9年（1581年）11月6日，大友宗麟為了援助被秋月種實、問註所鑑景夾擊的家臣朽網鑑康，而命道雪、紹運、宗茂出陣，立花高橋共率5千兵力再次對秋月氏的嘉麻、穗波一帶攻略，當立花高橋軍收到豐後的大友軍將於原鶴一帶迎擊秋月軍後，於回軍途中遭到秋月軍上野四郎兵衛、坂田勘解由左衛門實久以及豐前、筑前國人眾長野、城井、千手、杉約8千騎的追擊，立花高橋軍利用地形於八木山的石坂道的大日寺口埋伏，於大日寺前的潤野原反擊敵軍後又往南追擊至土師村，家臣小野鎮幸、薦野增時、大橋京林、新田鎮實、米多比鎮久、和仁統實、森下重一等奮迅討取3百餘人，兩軍的激戰使立花高橋軍損失3百餘人，秋月軍坂田實久等戰死7百60人，道雪的軍師大橋京林因此在八木山當地建立千人塚。此戰是為潤野原合戰。
同年11月12日，立花山城東北方的宗教豪族宗像氏貞，其部分家臣不滿早先將部分領地作為色姬的嫁妝給了立花，趁立花軍一面出戰秋月軍（潤野原之戰），一面以由布惟信、薦野增時、小野鎮幸、立花鎮實、內田鎮家、足立連安等立花家臣8百兵前往運輸兵糧不足的筑前東南邊境的鷹取城時，聯合秋月軍於13日半路偷襲（小金原之戰，立花家稱清水原之戰），此戰中立花家諸將各別討取眾多敵方將領，鎮幸討取石松貞增、足立連安連斬18人、米多比鎮久也擊殺石松新三郎貞景，而惟信之子由布惟次也以鐵砲狙擊敵大將河津修理進盛長立下大功，但隨後奮戰中身受13處重傷，最後在由布、小野、薦野、內田、十時等立花家臣以背日光於高處下山衝陣等兵法上正確的判斷，宗像方大敗，將領吉田貞辰、石松秀兼等人皆被討取殆盡，此戰形同宗像氏貞的背叛而觸怒了道雪，兩家之間的同盟因此破裂。

天正10年（1582年）2月，因原田信種聯合秋月種實、宗像氏貞、筑紫廣門於筑前西南邊境的那珂郡岩戶不入道村攻落大友方的山田民部丞純規鎮守的猫峠城，並且引起早良郡山門村的鄉士反叛暴動，3月10日道雪率由布惟時、內田鎮家平息暴動於歸路中與原田軍籠野大炊在生松原遭遇引發鐵炮戰(第五次生松原之戰)，由於勢力眾多一時無法排除，且一方面立花軍在道雪於小金原一事無法息怒之下先於3月16日派小野鎮幸、由布惟信、內田鎮家為主將率兵五百兵力侵攻宗像許斐岳城周邊的吉原、八並村(西鄉表之戰)作為牽制，出兵前鎮幸夥同由布惟信等將對道雪提出諫言，認為此派兵必遭強烈反抗，沒有任何戰鬥利益，但道雪執意要鎮幸等人率兵出擊，鎮幸雖於交戰中討殺宗像家勇將大和又三郎貞秋並重創其兄大和右近貞繁，但結果真如鎮幸所言遭到頑強抵抗作戰失利，經過兩軍對峙與局地村落的放火掃討後便撤軍，之後於4月16日才前往那珂郡岩戶鄉驅逐秋月、原田、宗像的約2千聯軍，此戰立花軍僅1千5百軍力分道雪、由布、小野三隊為本隊進攻，統虎和薦野率5百兵為伏兵，道雪本隊在危急之時因統虎的策略終於擊退原田勢，隨後讓統虎率薦野增時、立花成家、小野鎮幸、由布惟時、立花統春、佐野統幸共1千騎驅逐正再岩戶一帶的岩門庄久邊野築砦的原田勢武將笠興長3百兵，討取了1百50人並追擊至早良郡。

天正11年（1583年）4月16日，筑紫廣門軍出志免町吉原口，道雪令鎮幸為大將率2千餘騎，起初以薦野增時的與力被官出戰迎擊，十時連貞、佐野統幸合兵進擊但遭筑紫軍優勢兵力包圍、於是鎮幸高喊突進解圍，十時惟道、池邊永晟、森下釣雲奮戰驅敵，筑紫軍不敵敗退，兩軍各有死傷。
天正12年（1584年）8月，鎮幸跟隨道雪與高橋紹運進行筑後遠征，參加攻略貓尾城等轉戰筑後各地。

天正13年（1585年）4月，於久留米合戰一系列戰鬥中活躍。9月11日，道雪病逝於戰陣中，撤軍回立花山城。

### 立花氏家老時期
天正14年（1586年）8月，輔佐繼承道雪的立花宗茂抵抗島津氏大軍的包圍，在其軍勢撤退之際隨宗茂追擊島津軍，並在攻略島津方星野吉實、星野吉兼兄弟鎮守的高鳥居城時雖然雙足皆被鐵砲擊中扔然揮舞著采配指揮，振奮鼓舞了士氣而攻克高鳥居城。
九州征伐時期豐臣秀吉對於立花宗茂的奮戰大為嘉獎，並使其獨立領有筑後柳川成為大名，此時鎮幸以正使身分前往柳川城向前任城主龍造寺晴信交割印信，立花家正式接受柳川城後，鎮幸受領蒲池城5千石，領家中最高俸祿。
天正15年（1587年），九州的肥後發生大規模的國人一揆動亂，於9月下旬立花家加入討伐平亂，南下救援兵糧不足而被一揆方的敵將有動兼元包圍在平山城的佐佐成政軍，當立花軍到達南關一處時，主君宗茂準備僅率27名隨從親自偵察敵陣，此時有其他家臣不滿身為家中大將的鎮幸為何沒有勸諫主君將要進行如此冒險的行為，然而翌日宗茂出發偵察之時，其他家臣發現從南關到敵陣路上的谷間林蔭處有數名人影，原來那是鎮幸於前夜早一步安排的忍者進行的反埋伏，確保了偵察路上不會遇險，於是家臣間佩服鎮幸的深謀遠慮，就連曾經侍奉明智光秀的名將安田國繼(此時改仕立花家)，也說他在中央地方的作戰從未見過有人如此用兵，對鎮幸讚譽有加。此戰鎮幸率第三隊助宗茂突破敵軍的埋伏，成功救援了佐佐軍。
之後又和九州各大名包圍和仁三兄弟的田中城，城中除了和仁親實、親範、親宗外還有其妹婿邊春親行共9百餘人，在小早川秀包為總大將的情況下，秀包以二重之柵將城池包圍，約二個月後邊春親行因為安國寺惠瓊的謀略而謀反，12月5日遂攻下田中城。然而由於先前在九州征伐時期，和仁氏曾委託立花家降伏於豐臣，有過信賴關係，宗茂在此戰後保護了和仁兄弟中的次男和仁統實，並令他成為家臣小野鎮幸的義弟，保住了和仁氏的血脈。
隨後宗茂和佐佐成政、安國寺惠瓊等於12月26日攻下了隈部親永的城村城，隈部一族與家臣150人暫時為宗茂所收容，於隔年被豐臣秀吉下令處死，宗茂為了隈部一族的武士名譽，於5月27日在柳川城的「黑門」挑選手下12人並以鎮幸為殿軍大將與隈部一族12人(一說隈部方是精銳20人)單挑，被稱為「黑門放討」。結果隈部方自親永以下全員光榮戰死。
文禄元年（1592年）至慶長三年（1598年）參加文禄之役、慶長之役，於碧蹄館之戰等朝鮮的數場戰鬥中活躍。

### 關原之戰、改仕加藤家時期
關原之戰立花家參加西軍，被派往攻略大津城，在攻下大津城的同日西軍卻於主戰場關原戰敗，於是立花軍撤退回九州。立花家隨即遭到變節的鍋島軍3萬5千兵力侵攻領地，鎮幸了解主君為了主家的存續不可親自出戰，負責任的擔任了立花軍總大將僅以1千3百名兵力對戰3倍於己軍的鍋島軍先鋒隊3到5千兵力。但此戰鎮幸的傳令官松隈小源擅自誤傳軍令，促使立花軍的先鋒破壞軍規擅自開戰，鍋島軍先鋒一時遭到突擊陷入混亂，12段軍陣被連破9陣，但鍋島軍隨後憑優勢兵力逐漸反擊而致使亂了陣腳的立花軍戰死幾位將領，鎮幸自身也在奮戰中左乳下被鐵砲擊中，四肢也廣佈刀傷槍傷，膝蓋更被弓箭射中，但仍和來援的立花成家合作驅逐敵軍，最終迫使鍋島軍忌憚立花軍之精強而不冒然逼近柳川城，而立花軍也因兵力懸殊退回城池。
然而立花家最終遭到德川家康的改易，面對無力支付薪俸的立花家，小野鎮幸為了廣大的家族只能轉仕加藤清正，清正也給予4千79石的厚遇。之後其舊主立花宗茂一行人離開肥後往京都流浪，鎮幸因先前關原時的重傷未癒而無法追隨，但扔不忘持續給予其一行人金錢米糧的資助。

### 逝世
終於，鎮幸於慶長14年（1609年）6月23日於肥後死去。享年六十四歲，法名華德院殿宗珊大居士。
由於鎮幸嫡子質幸早逝，便迎來森下釣雲之子鎮矩來繼承，立花家回封柳川後小野家便由鎮幸嫡孫、鎮矩之子小野茂高繼承，茂高也遵從鎮幸遺命於立花家回封柳川後回仕，擔任家老大組頭領3千石，並擔任立花家在大坂城修築的總奉行指揮，途中病死後由長子小野正俊接續，小野家歷代都成為立花家老。

## 人物逸聞
- 元龜年間，由於鎮幸以大友家軍監的身分前往戶次道雪(立花道雪)的軍陣，道雪心腹大將由布惟信認為鎮幸的言行舉止不凡，並向道雪提出向主君宗麟要求讓鎮幸轉為立花家麾下的想法，惟信還不惜消減自己領地分給鎮幸，並在鎮幸成功轉為立花家臣時舉行投票讓鎮幸擔任立花家老，道雪甚至讓自己的小姑以養女身份嫁給鎮幸，可見對鎮幸之重視[151]。

- 一日軍陣之中，道雪将雪下(由布惟信)、和泉(小野鎮幸)兩人叫到近前言道：“行軍作戰之道，必以兵法為先。無論如何武勇的軍隊，在戰場上也不能缺少正奇之變。因此，我也需要有能够擔當正、奇兩軍的大將作为輔弼。《孫子》曰，凡戰者，以正合、以奇勝。奇正相生，無窮如天地，不竭如江河，如循環之無端，孰能窮之！今日，雪下可为正軍之將，和泉可為奇軍之將，明日相輪替之，薦野三河(薦野增時)、米多比丹波(米多筆鎮久)皆勇毅之士，可以為副將。汝兩將競相激勵奮勇，催勝軍如風掃電馳，我軍當無敵於九州矣！”而自此以后，由布雪下与小野和泉往往聯手指揮作戰、治理政務，共同為立花家的存續和發展盡心盡力[152][153]。

- 被謳歌為知勇兼備的鎮幸，在作戰方面擔任道雪的「奇將」替大友、立花家出戰大戰二十二場，小戰不計其數，奮勇負傷六十七處，包含腰部以上四十四處傷，五處鐵砲傷，七處槍傷，其餘刀傷，領受兩家的感狀有六十八張，為家中屈指的英傑[1][151][154][155]。

- 文祿年間，鎮幸也隨宗茂出兵朝鮮，並於碧蹄館之戰勇猛奮戰。此戰開戰前夕，立花宗茂受到此戰的先鋒指揮官小早川隆景的推舉擔任為先鋒隊，但畢竟宗茂當時還太過年輕，隆景特意交代立花家聲望極高的老臣鎮幸對宗茂輔佐與指導，宗茂自然是對鎮幸相當重用與信任。擔任立花家中核備隊大將的鎮幸，與宗茂反覆衝進明軍陣中，在明軍撤退而日軍追擊時，於惠陰嶺一地鎮幸單騎橫馬制止其餘日軍繼續追擊，一方面隆景也下令後方日軍停止追擊，由此可窺見做為立花家部將的鎮幸在當時也受到其他家將士的認可[156][157]。

- 鎮幸活躍於朝鮮各戰場中「立花家一騎當千之臣・小野和泉守鎮幸」的名聲廣傳。歸國後和宗茂上洛參見豐臣秀吉時，秀吉便褒稱為「日本七柱槍之筆頭」和本多忠勝、島津忠恒、後藤基次、直江兼續、飯田直景、吉川廣家並列，為立花家第一功勞者，並期望鎮幸以其精湛的槍術和統虎一同守禦西國[2][155][158][159]。

- 鎮幸受到宗茂非常的重視，甚至將他視作父親的程度。文祿4年6月3日，宗茂擔憂鎮幸飲酒過量，為其著想而要求鎮幸簽署控制酒量的誓約神文[160][151]。

- 文祿之役結束後，雖然鎮幸的勇名傳開，但是跟著也出現了一項不利於鎮幸的傳聞，當時鎮幸被人認為是守財奴，更被質疑做了賄賂等等勾當，家中重臣如由布惟信和安東連直皆質問過鎮幸，然而到了慶長元年再次出兵朝鮮之前，立花家因為長期出兵於財政面面臨金錢不足的問題，鎮幸此時慷慨付出家財以支出兵費用，終於令眾人領悟了鎮幸的作為，也佩服其過往的深意和深謀遠慮[161][162]。

- 鎮幸轉仕加藤清正後，清正每每為鎮幸的豪膽和小心謹慎的處世感到驚訝和佩服，並且近臣們也讚美鎮幸『他確實是豪勇無敵的人，在戰場上讓他進攻的話，即使對方是如何的堅陣也沒有他破不了的，是真正有本領的武士。』[151][163]

- 某日鎮幸和清正對話，鎮幸坦白自己從小因為時常作戰而無緣讀書，就算已經六十好幾的歲數仍不會寫「いろは」等等的字，對於這些丟臉的事，鎮幸沒有避諱的敘述自己當時在朝鮮作戰期間，毛利輝元公曾來信至陣中，使者要求當面回信，那時正煩惱著那些不會寫的字，恰巧內田鎮家經過才請他代筆，為此回國後還請妻子教自己寫字，如今總算會書寫那些字了。後來清正請到了內田鎮家提起此事真偽，鎮家回答確實如此。清正也因此欽佩鎮幸的誠實，說了：“鎮幸小事都不會撒謊，更不用說大事會撒謊了！”而對鎮幸更加優待[1][151][163][164]。

- 又某日鎮幸和清正玩著象棋，隔壁房間的近習者突然打架還拔刀相向，當時清正的棋盤已經是快輸的模樣，清正藉口要過去調停打架而想藉機終止這一盤棋，然而鎮幸卻說：“作為主君者是要做好榜樣的，不能在進行某件事時因為別的事情而忘記原本在做的事，如果隔壁打過來了就讓我這老人去抵擋就好，請殿下安心的下棋吧！”並怒目而視。對於看穿自己心事的鎮幸，即使是豪勇的清正除了臉紅外無話可說[165][166]。

- 然而清正對於鎮幸的優遇引起加藤家臣對立花家臣的不快，並於某日的酒席中，加藤家武名極高的飯田直景、莊林一心、森本一久、加藤清兵衛等對著鎮幸說了：“我們聽聞很多立花家的戰功，但是宗茂公自身奮戰且戰功最大的戰場是哪一場阿?”鎮幸沉默著沒回答，接著他們又問：“那麼，請鎮幸公談談你的武功？”鎮幸依舊沉默不回答，並在酒席終了後退出，結果加藤家臣卻譏諷鎮幸：“人們皆說他是英雄豪傑，說不定在柳川的確是那樣，但是在肥後可真是沒什麼了不起阿。”這件事往後加藤家臣和立花家臣變的更加不合，為此鎮幸思索了一條計策。後日同樣又在夜晚舉行酒宴當中，鎮幸又被問起自身的武勇之事，當初沒回答的鎮幸這次終於同意說明，突然在眾人面前脫去上衣，暴露上半身的四十四所傷痕，眾人不禁啞然，鎮幸淡泊的說：“我參加的合戰很多，今天特地帶了感狀來解釋。”並一邊核對感狀一邊核對傷痕講述了起來，眾人聽聞鎮幸壯烈的傷痕的事蹟後接連向鎮幸道歉，並說明他們已經了解可以不用在說下去了，要不然可是會說到天亮了才結束。這時換鎮幸詢問加藤家臣，說了：“聽說以前清正公於佛木板中和木山彈正激戰並且折損了槍的一鐮，雖然最終討取了木山彈正，但是那時各位在何處呢？既然有看到主君置身於危險之中，卻沒能用自己的武功去護衛而留下事績，你們到底在做什麼呢？”結果眾人皆脹紅著臉。往後又有酒席之時，眾家臣也不敢再鎮幸面前談起自己的武勇事績了[154][151][167][164]。

- 死前對子孫的遺言為：“我小野家代代都將必是立花家的家臣，要是立花家回封大名，你們定要回仕立花家。”

## 家臣

### 小野四天王
- 丹波左馬
- 帆足日向
- 中野大膳
- 大庭太郎右衛門
- 大原市内(鎮幸の影武者)